# Walnut Grove (Missouri)
Walnut Grove és una població dels Estats Units a l'estat de Missouri. Segons el cens del 2000 tenia 630 habitants.

## Demografia
Segons el cens del 2000, Walnut Grove tenia 630 habitants, 264 habitatges, i 165 famílies. La densitat de població era de 434,4 habitants per km².
Dels 264 habitatges en un 33% hi vivien nens de menys de 18 anys, en un 50,4% hi vivien parelles casades, en un 9,5% dones solteres, i en un 37,5% no eren unitats familiars. En el 34,1% dels habitatges hi vivien persones soles el 21,2% de les quals corresponia a persones de 65 anys o més que vivien soles. El nombre mitjà de persones vivint en cada habitatge era de 2,39 i el nombre mitjà de persones que vivien en cada família era de 3,08.
Per edats la població es repartia de la següent manera: un 27,8% tenia menys de 18 anys, un 9,4% entre 18 i 24, un 27,9% entre 25 i 44, un 18,7% de 45 a 60 i un 16,2% 65 anys o més.
L'edat mediana era de 35 anys. Per cada 100 dones de 18 o més anys hi havia 83,5 homes.
La renda mediana per habitatge era de 31.563 $ i la renda mediana per família de 39.688 $. Els homes tenien una renda mediana de 29.297 $ mentre que les dones 20.556 $. La renda per capita de la població era de 16.019 $. Entorn del 7,4% de les famílies i el 12,8% de la població estaven per davall del llindar de pobresa.

## Poblacions més properes
El següent diagrama mostra les poblacions més properes.